# 음력 4월 5일
음력 4월 5일은 음력 4월의 5번째 날이다.

## 사건
- 1980년 - 5·18 광주 민주화 운동 발발.

## 문화
- 1860년 - 최제우가 동학을 창설했다.
- 2022년 - 레고랜드 코리아 리조트가 강원도 춘천시에서 개장되었다.

## 탄생
- 1987년 - 대한민국의 야구인 강정호.

## 사망
- 1781년 - 홍국영

## 같이 보기
- 음력 360일: 1월 2월 3월 4월 5월 6월 7월 8월 9월 10월 11월 12월
- 전날:4월 4일 다음날:4월 6일 - 전달:3월 5일 다음달:5월 5일
- 양력:4월 5일
- 음력, 윤달